# Pietro Frugoni

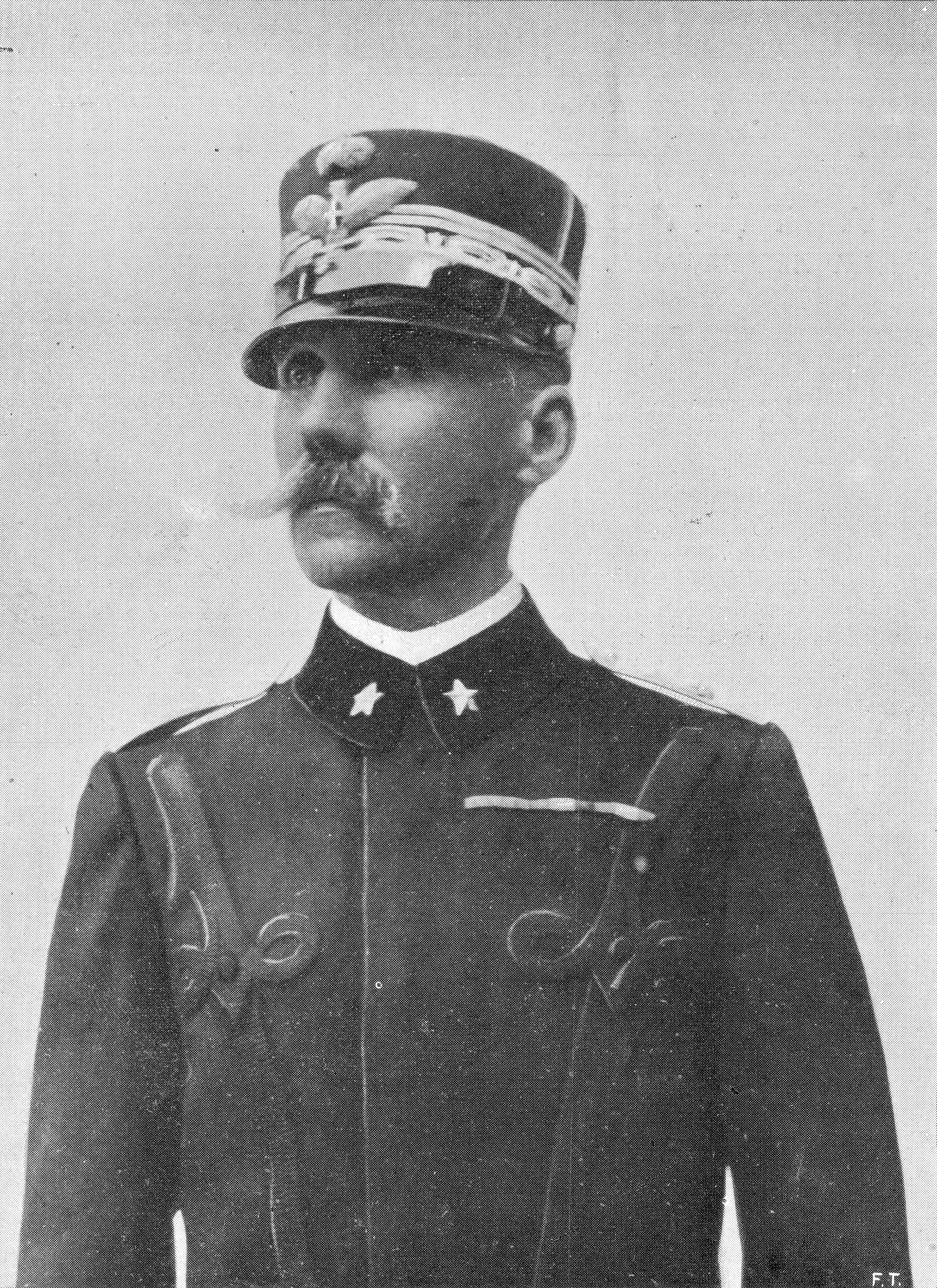
Pietro Frugoni.

Pietro Paolo Frugoni, född den 21 januari 1851 i Brescia, död där den 10 juli 1940, var en italiensk militär.
Frugoni blev 1869 underlöjtnant vid infanteriet och befordrades efter hand till generalmajor och inspektör för alpjägarna (1903) samt generallöjtnant (1906). År 1910 blev han chef för 9:e armékåren (Rom). Vid Italiens inträde i första världskriget fick Frugoni befälet över 2:a armén, som han förde i de första Isonzoslagen. I slutet av 1915 avgick han ur aktiv tjänst.